# Bat-Studiotheater

Logo

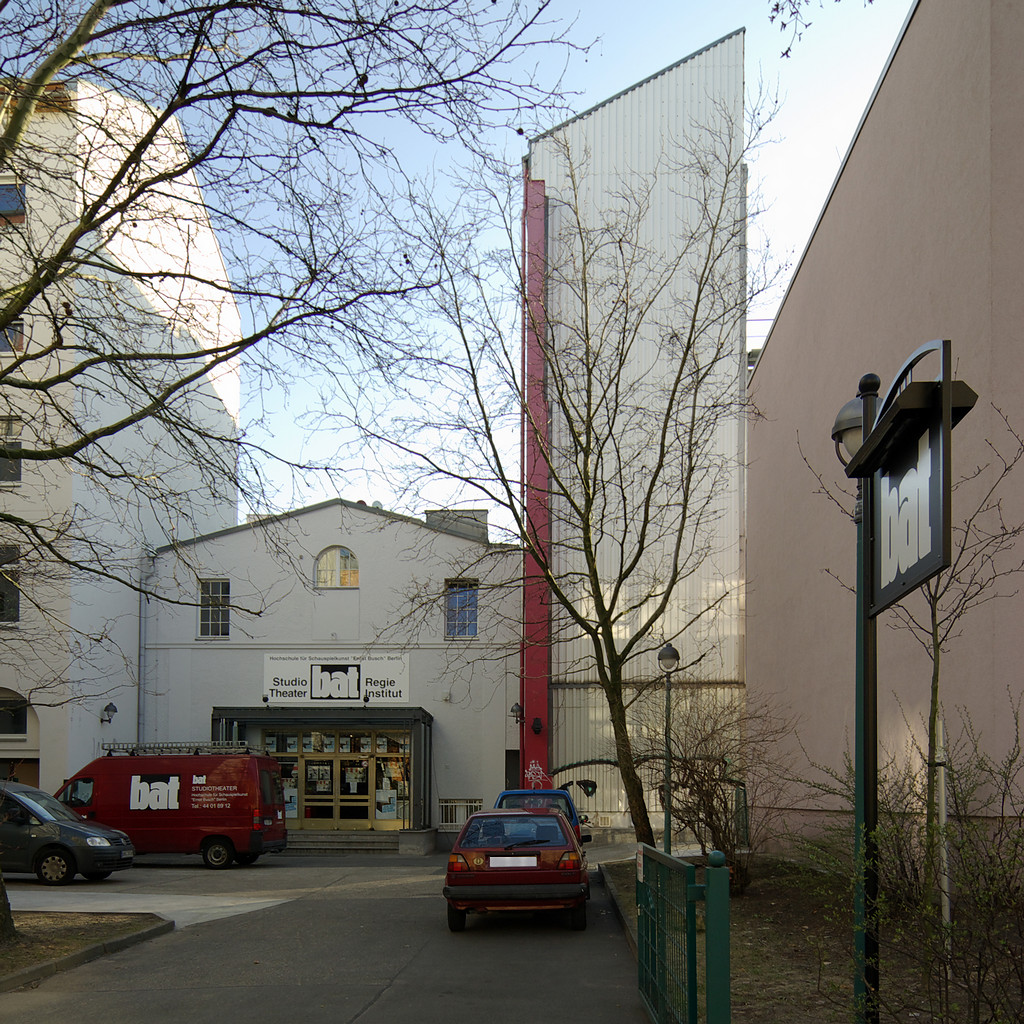
Das Gebäude des bat in der Belforter Straße, Berlin (2011)

Das bat-Studiotheater ist das Studiotheater der Hochschule für Schauspielkunst Ernst Busch (HfS Ernst Busch). Das Theater befindet sich im Ortsteil Prenzlauer Berg. An diesem Theater inszenieren heute Regiestudenten und Dozenten (u. a. die Schauspieler Angelika Waller und Manfred Karge) und besetzen zumeist die Schauspielstudenten der Hochschule. So hatten unter anderem August Diehl und Julia Jentsch ihre ersten Auftritte am bat.

## Geschichte
Das Studiotheater befindet sich in der Belforter Straße 15 in einem zwischen 1876 und 1879 errichteten, unter Denkmalschutz stehenden Gebäude. Der ursprüngliche Tanzsaal wurde später als Kino unter dem Namen Roxy genutzt.
1961 gründeten Wolf Biermann und Brigitte Soubeyran hier das b.a.t. als eines der Arbeiter- und Studententheater der Republik. Als Eröffnungsrevue wurde eine Doppelvorstellung von Molières George Dandin und Biermanns erstem Stück Berliner Brautgang einstudiert. Die NBI berichtete damals:

„Bestärkt durch die Aufforderung des Genossen Ulbricht, Berlin zum vielseitigen, kulturellen Zentrum weiter auszubauen, entstand das Berliner Arbeiter- und Studententheater, kurz b.a.t. genannt … das ein Kulturzentrum in diesem dicht bewohnten, tristen Mietskasernenbezirk werden soll.“

Trotzdem ließ die Kulturbürokratie das Theater bereits vor der Premiere 1963 offiziell schließen, allerdings durfte die Staatliche Schauspielschule weiterhin Aufführungen im bat zeigen. 1974 wurde das Theater Sitz des neugegründeten Regieinstituts; 1981 wurde dieses Institut als Abteilung Regie in die Hochschule für Schauspielkunst eingegliedert.
2017 wurde die Sanierung durch das Architekturbüro O&O Baukunst fertiggestellt. Dabei wurden etliche in die Jahre gekommenen Einbauten entfernt und die Hauptbühne so umgebaut, dass diese von den Studenten eigenständig bedient werden kann.